# 日本遗族会

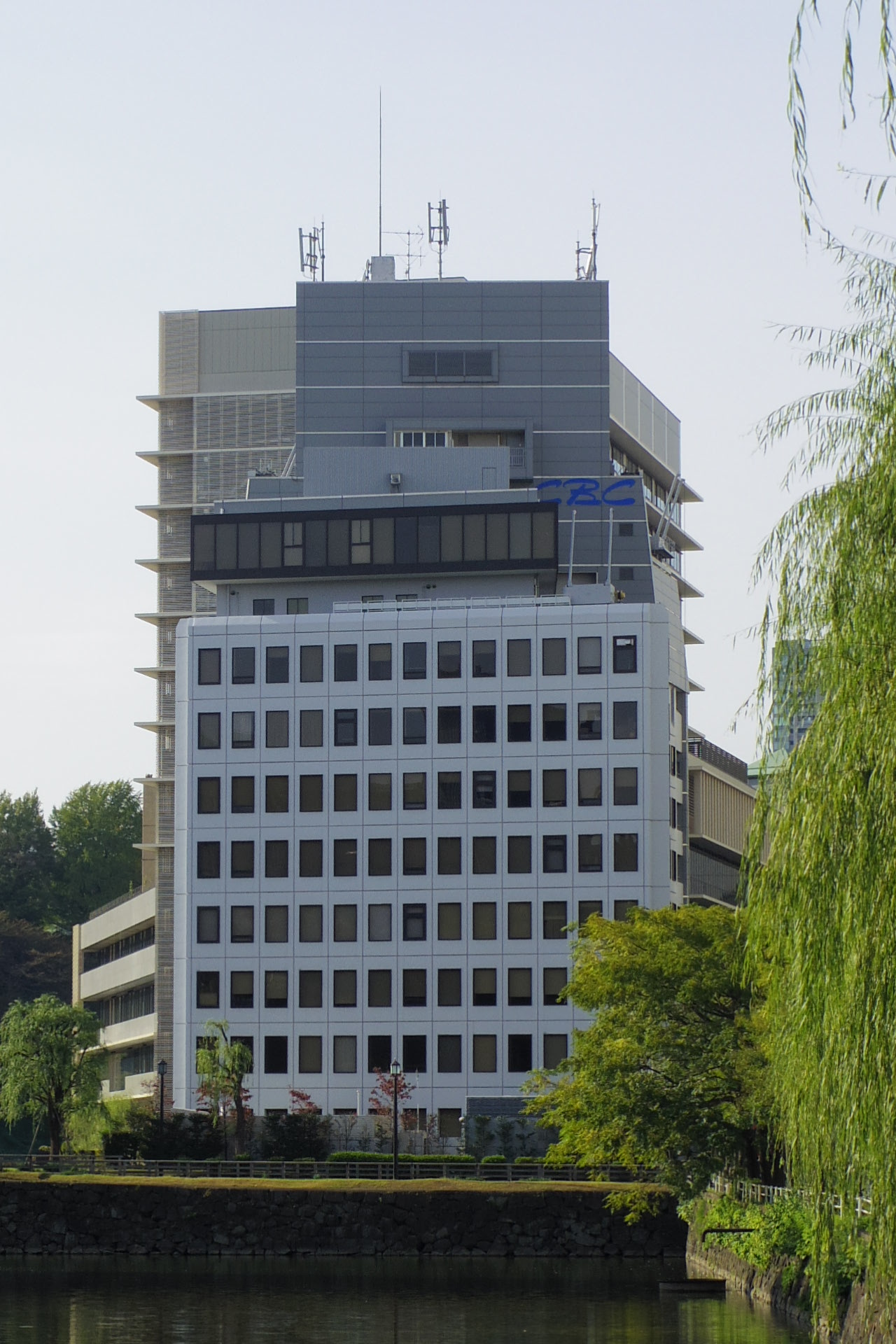
千代田會館

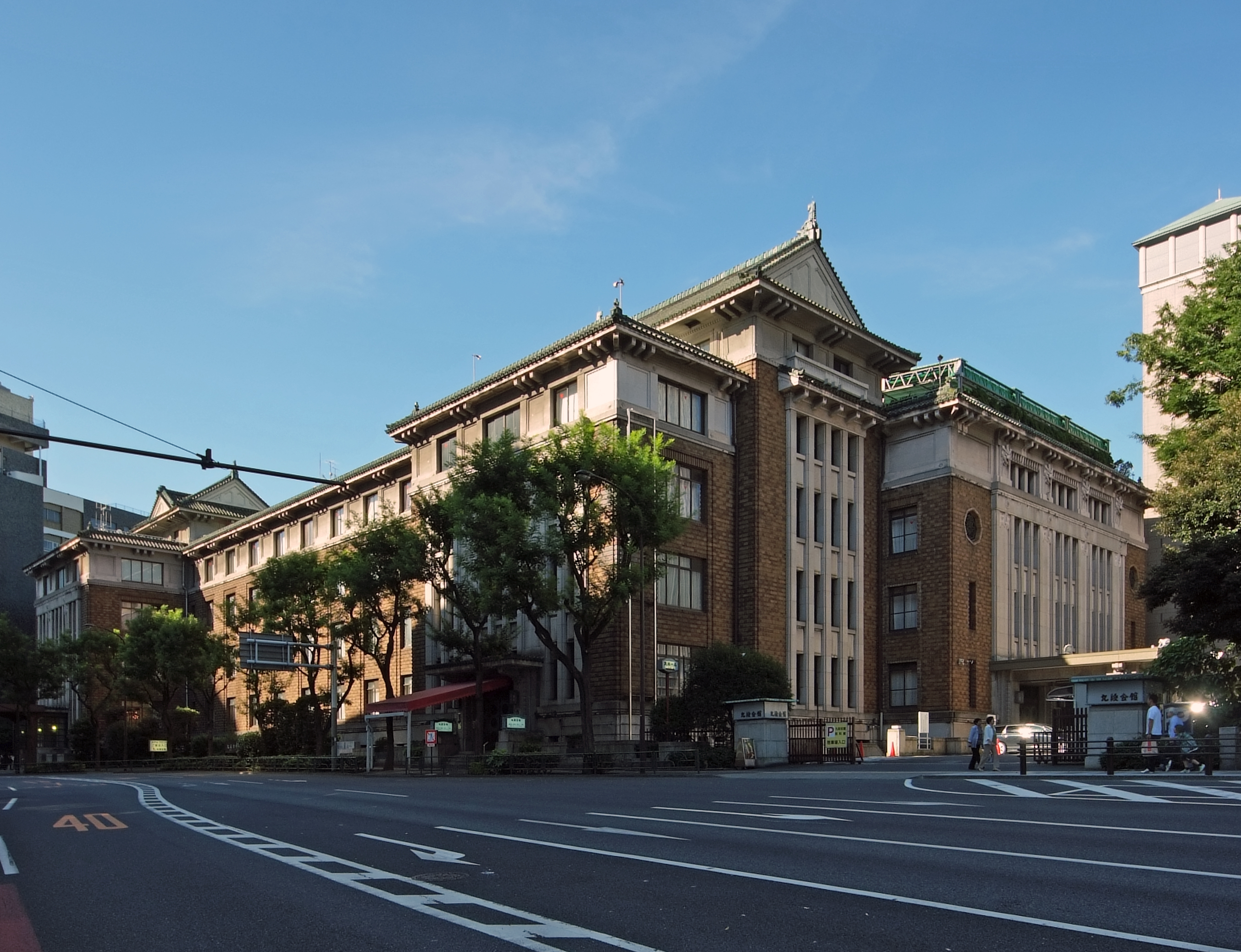
九段會館

日本遺族會（日语：／ Nippon izoku kai */?）是日本在第二次世界大戰後由戰死日軍遺屬所組成的全國聯合組織，在法律上屬於財團法人。由於日本遺族會一直提出日本政府官員應參拜靖國神社等要求，普遍被認為屬於日本右翼，其言論也受到國外、特別是二戰中曾被日本侵略過的國家的特別關注。本部原位於東京九段南的九段會館，東日本大震災後遷至附近的千代田會館。

## 遺族會歷史
日本在二戰後，日本官兵遺屬成立了許多遺族會，其主要目的就是為了以日本的認識解讀大東亞戰爭，但也有人要求遺屬的互助。1947年11月17日，日本厚生聯盟成立，最初以遺屬間的救濟與互助為對外宣稱的宗旨。1953年3月11日，日本厚生聯盟改名為日本遺族會，改組為財團法人。對外提出了以稱頌英靈，撫慰靈魂作為其最優先目標。此外，遺族會還對外提出增加遺屬福利，遺屬互助，努力提高涵養和品性，宣揚道義，為日本和平建設作貢獻。由此，日本遺族會的主要目標成為兩個：一是表彰英靈事業，促使政府官員參拜靖國神社，並保護靖國神社；二是要求日本政府提高遺屬補助金。

### 遺族會的國家背景
遺族會從成立就受到了日本政府的支持，日本政府名義上將屬於國有資產的九段會館借給遺族會，但實際上是由遺族會完全操控，並且由厚生省（今厚生勞動省）對其營利活動進行指導。

## 政治影響力
日本遺族會稱掌握140萬遺屬家庭，目前約有會員800餘萬，1萬多個支部遍佈全日本。遺族會約17萬人是自民党黨員，因此被自民党認為是重要票源；為了爭得這部份選票，日本政要就得以參拜靖國神社等形式來獲得遺族會的青睞。因此，日本首相參拜靖國神社被普遍認為是應遺族會的要求而為之，首相小泉純一郎甚至將參拜靖國神社當作政見。在遺族會的推動下，自民党在1980年的選舉中打出了實現「正式參拜靖國神社」的口號。1981年4月，311名議員組成了「大家都來參拜靖國神社的國會議員之會」，可見遺族會對日本政治的影響力之大。
遺族會部份成員：
- 賀屋興宣：甲級戰犯、日本東條英機內閣藏相。出獄後於1962年1月擔任第四任遺族會會長，從此該會開始提出由國家「維護靖國神社」「英靈顯彰」「援助遺族」等要求，使遺族會發生決定性質變。
- 板垣正：甲級戰犯板垣征四郎的次子，國會議員。於1957年加入遺族會，歷任事務局長等要職。宣稱：日本強迫婦女充當慰安婦「不是歷史事實」，公然對前往日本抗議的韓國原慰安婦說：「你領到報酬嗎？」
- 古賀誠：前任會長，自民党前幹事長。曾宣稱：「只有靖國神社才是惟一的慰靈設施。」「能讓總理大臣以公職身份堂堂正正地參拜靖國神社，一直是我們的一個奮鬥目標。」但后来也表示过应将甲级战犯牌位移出靖国神社，其本人也曾参观侵华日军南京大屠杀遇难同胞纪念馆。
- 森田次夫：現任副會長，參議院議員。
- 東條由布子：東條英機的孫女。宣稱：「（將戰犯牌位移出神社）這樣的做法不是個人的問題，也不是在外國提出了要求後是否撤出神社的問題，而是等於我們承認了過去的那一場戰爭是侵略戰爭。」
- 橋本龍太郎、小淵惠三、森喜朗等日本前首相都曾任遺族會會長。

雖然日本有聲音要將戰犯從靖國神社中分開祭祀，但是靖國神社一直拒絕，背後離不開遺族會的大力支持，據傳其主要原因之一就在於東條英機後代的堅決反對。2005年6月4日，東條由布子在電視上公開表示，堅決反對分開祭祀。

## 外部連結
- （日語）日本遺族會官方網站 （页面存档备份，存于）